# Сафонов, Сергей Александрович (галерист)
Сергей Александрович Сафонов (род. 24 января 1963, Москва) — советский и российский галерист, куратор многих выставок, историк живописи, художник, руководитель московской художественной галереи «Ковчег». Почётный работник культуры города Москвы, член Московского союза художников.

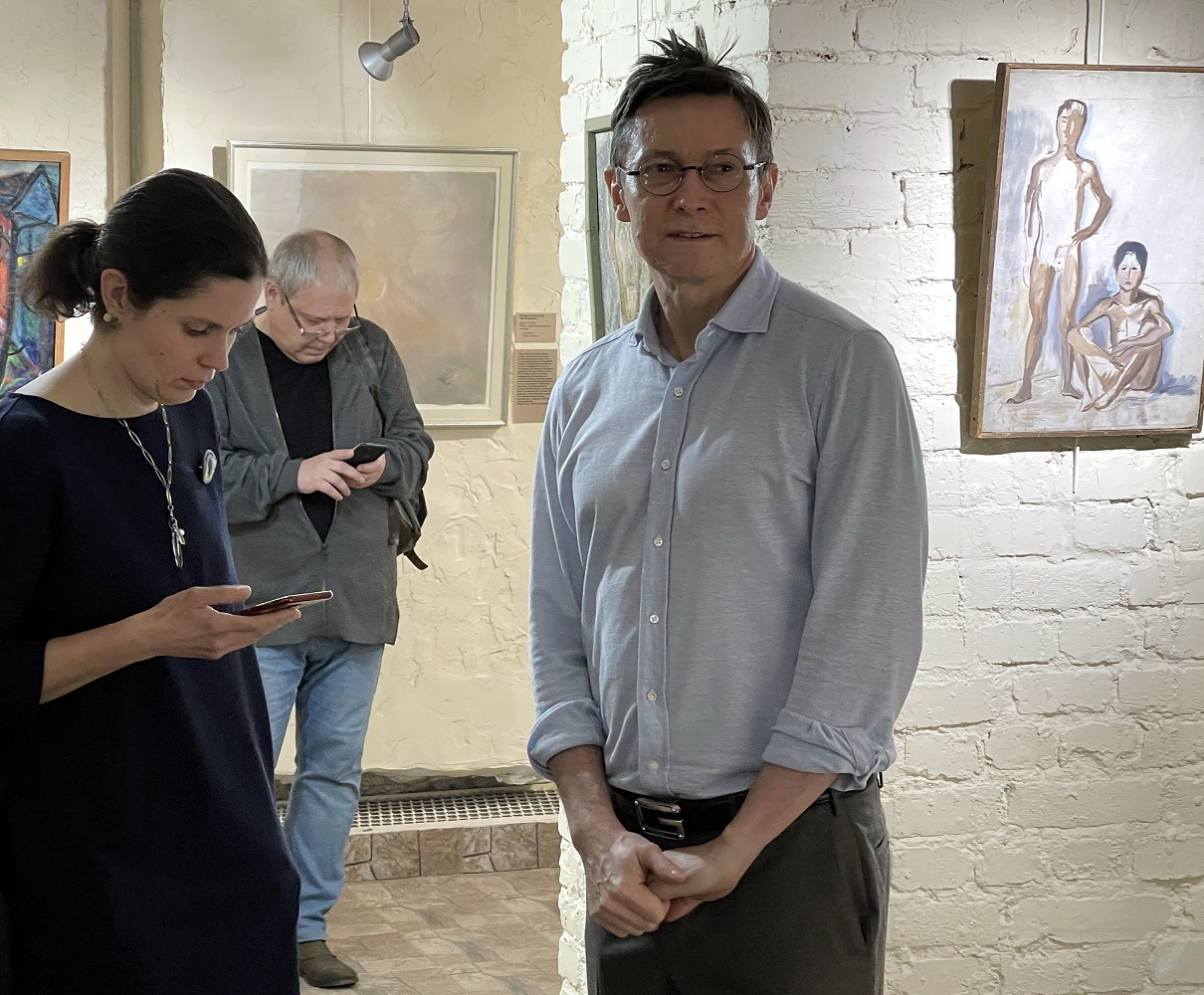
На выставке, 2021 (в центре)

## Биография
Родился 24 января 1963 года в Москве
В 1985 году окончил Художественно-графический факультет МГПИ им. В. И. Ленина (Худграф МГПИ).
С 1982 года представлял на выставках собственные работы, предпочтение отдает пейзажу. Участвовал в выставках в Москве, Марокко (1988) и Испании (1990)
Куратор художественных выставок и вернисажей. Занимается продвижением незаслуженно забытых мастеров.
С 1988 года организует выставки живописи в галерее «Ковчег», где осуществил около 300 выставочных проектов.
В 2002—2008 годах был арт-обозревателем ежедневного издания «Газета».
Автор многочисленных публикаций об изобразительном искусстве и современном художественном процессе.
Исследователь русского авангарда и художников 1920—1940-х годов, автор многочисленных статей, каталогов и интервью на эту тему.

## Членство в организациях и звания
- 1986 — Объединение молодых художников и искусствоведов
- 1993 — Московский союз художников
- Почётный работник культуры города Москвы